# 3057 Malaren
3057 Malaren је астероид главног астероидног појаса са средњом удаљеношћу од Сунца која износи 2,261 астрономских јединица (АЈ).
Апсолутна магнитуда астероида је 13,4.